# Berberis
Berberis (Berberis vulgaris), ibland kallad surtorn, är en växtart i familjen berberisväxter som förekommer naturligt i Iran, Turkiet och Kaukasus. Till Europa infördes växten som läkeväxt och finns numera naturaliserad. Berberis har förvildats i stora delar av Sverige.

## Biologi
Berberis är en tät, 2 meter hög, buske med många vassa törnen som med hjälp av talrika rotskott ofta bildar svårgenomträngliga snår. Busken blommar i maj månad med klart ljusgula blommor. De klarröda, långa och smala bären 
hänger ofta kvar under lång tid.
Bären smakar i rått tillstånd surt på grund av den rika förekomsten av äppelsyra och andra organiska syror. Veden är hård och starkt gulfärgad av alkaloiden berberin.

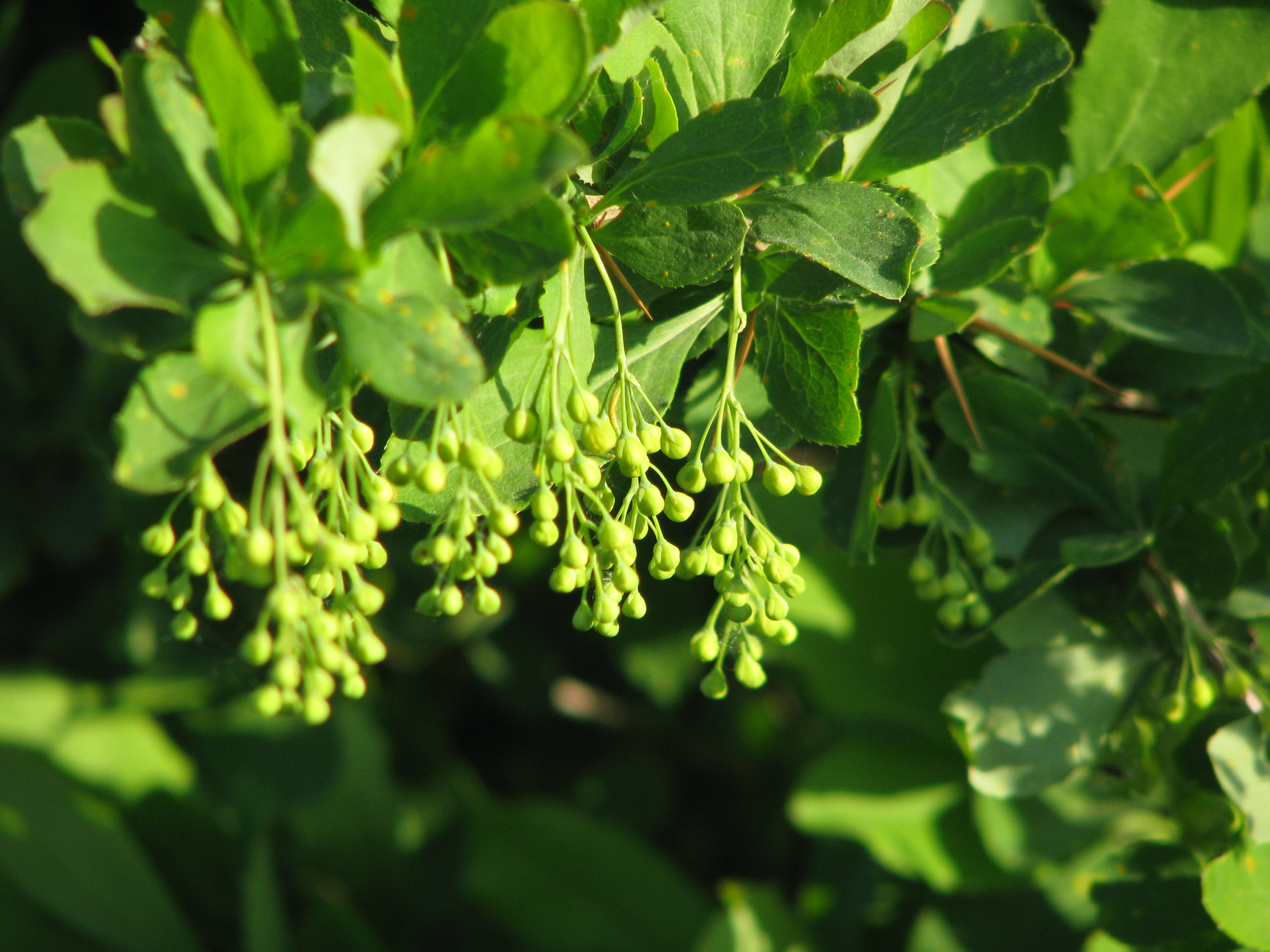
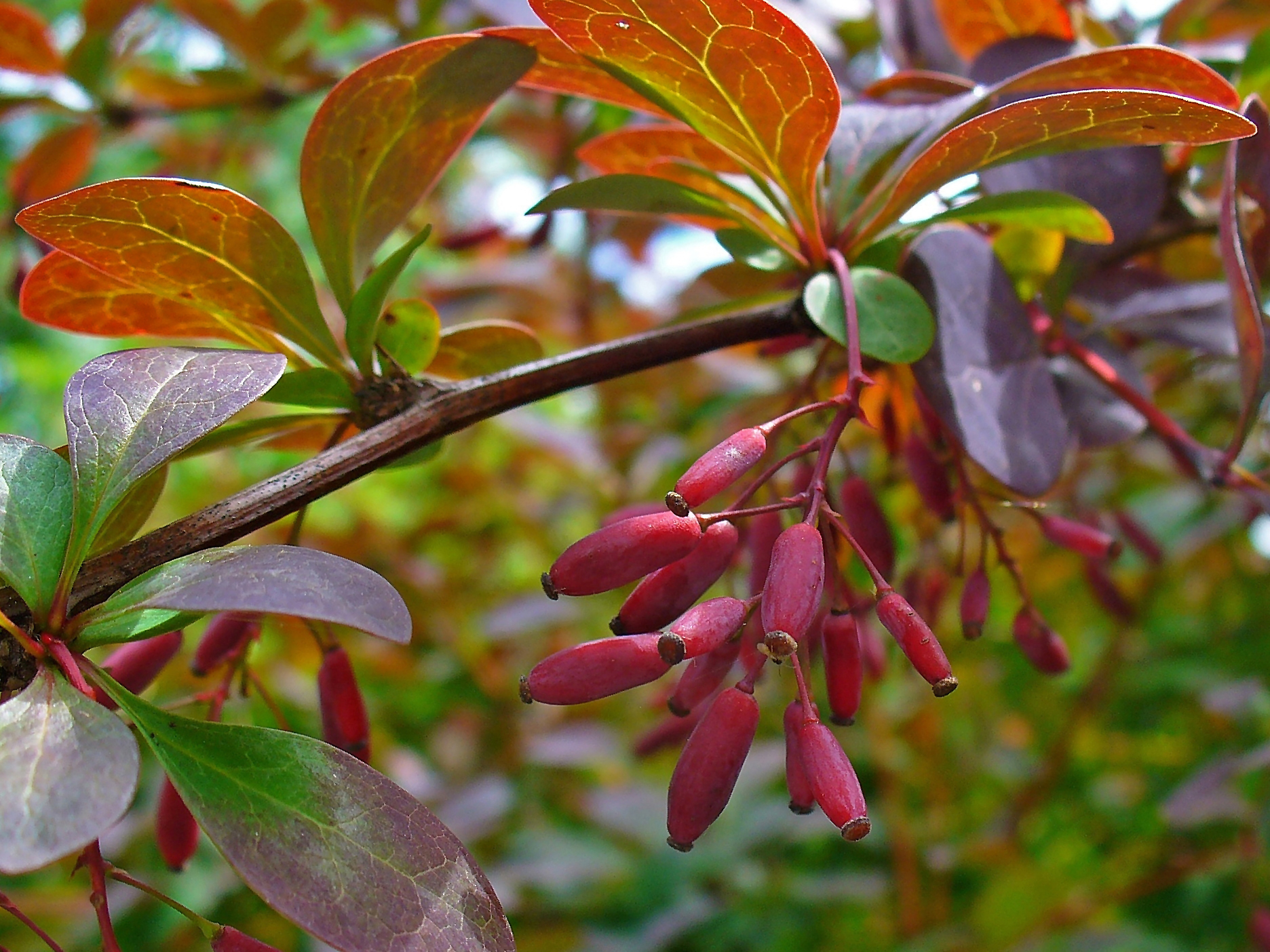
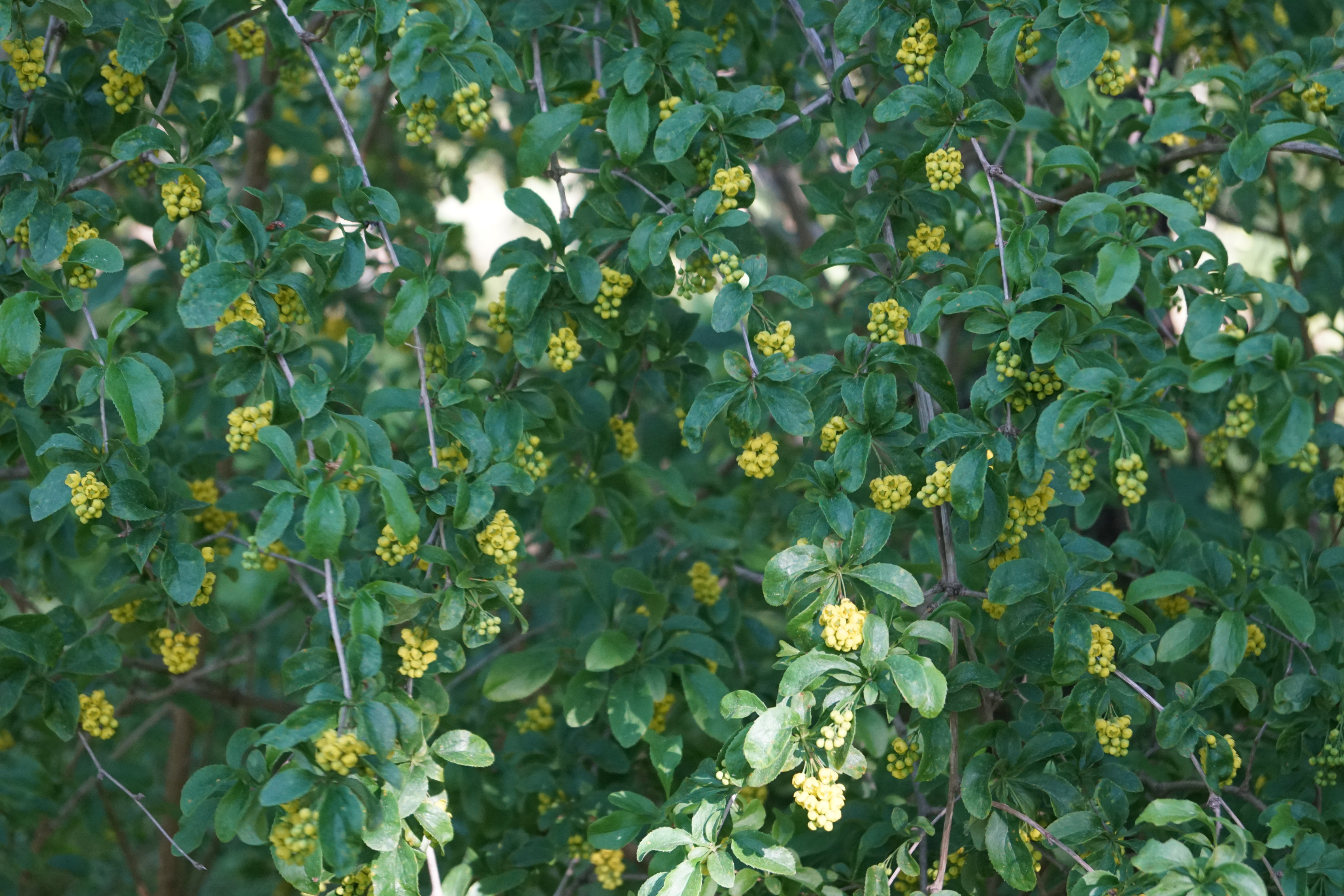

## Användning
De torkade berberisbären används i det iranska, afghanska och kurdiska köket. Bären har en frisk och syrlig smak. Färska bär används till sylt, saft och gelé. Bären används också i det nordindiska och ryska köket.
Både ved och rötter har använts för färgning av tyg för att erhålla olika nyanser av gult.

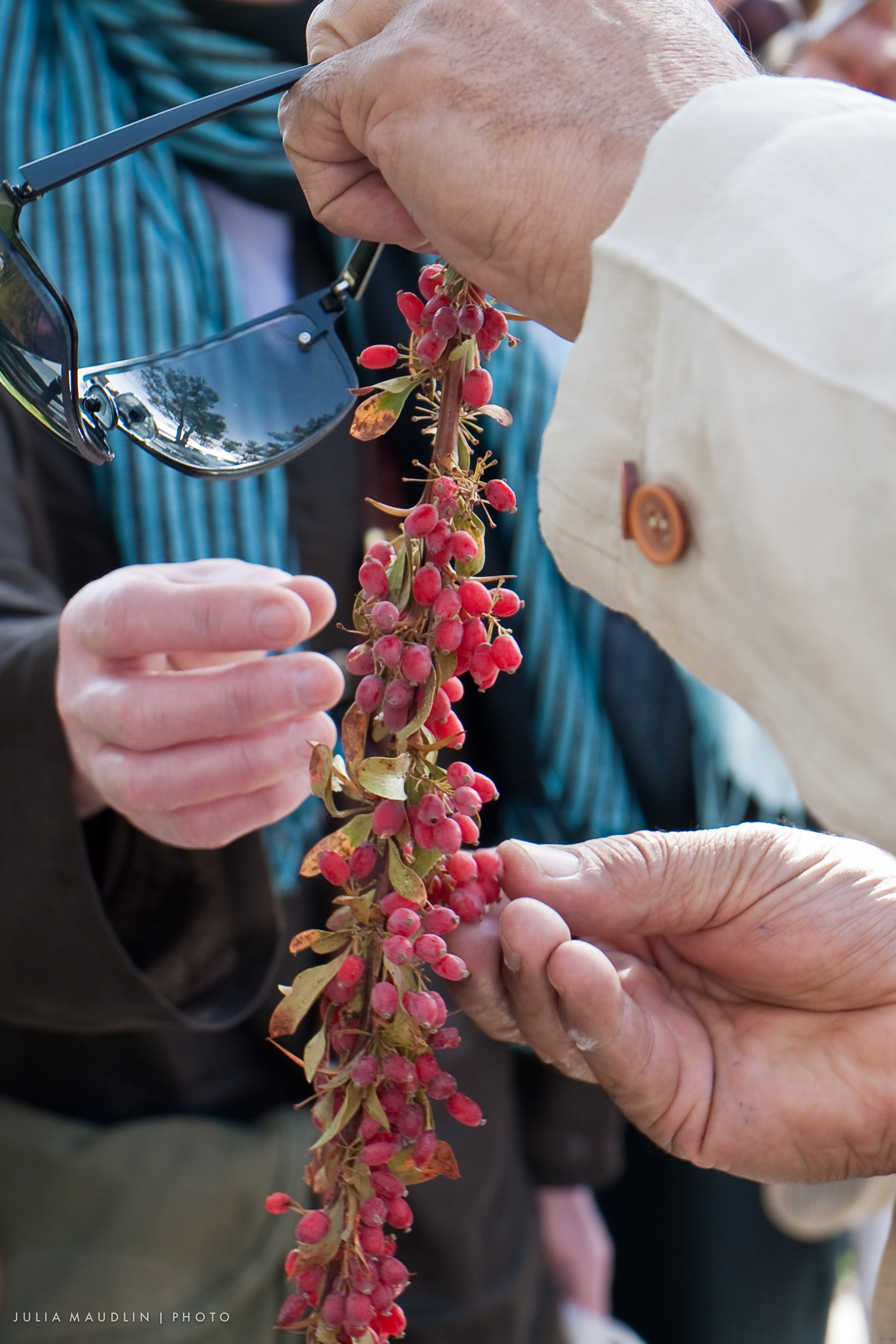
Berberisbär
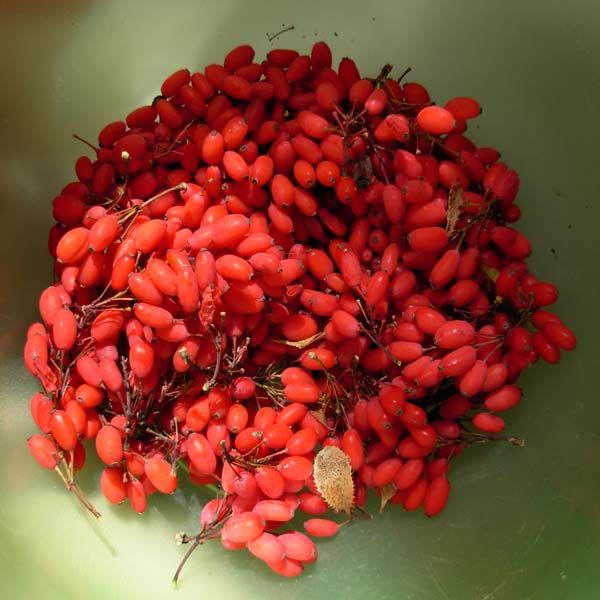
Berberisbär

### Medicinsk användning
Bären, som innehåller stora mängder c-vitamin, har tidigare kommit till användning inom medicinen. Barken påstås vara aptitstegrande, stärkande, febersänkande och livmodersammandragande.
Använda delar av växten är rot- och stambark samt frukter. Aktiva substanser är alkaloider som berberin, jatrorrhizin, columbamin, palmatin, berbamin och oxyacanthin.
Inom homeopatin anses Berberis vulgaris vara bra mot högt blodtryck samt för att rensa njurarna.[källa behövs]

## Svartrost
Tidigare odlades berberis på många platser i Europa. På grund av att berberisbusken är värdväxt för ett av svartrostens (Puccinia graminis) utvecklingsstadier, har flera länder tidigare antagit lagar som förbjudit odlandet av busken. I Sverige antogs en dylik lag 1918, och denna ändrades 1933 till att gälla all vanlig berberis som förekommer utanför botaniska trädgårdar. Lagen modifierades återigen 1976 (Berberislag, SFS 1976:451) och kom 1994 slutligen att avskaffas.
Avskaffningen av Berberislagen befaras öka svartrostangreppen vilka kommer att bli allt vanligare i framtiden. Ett utbrott i Uppland sommaren 2017 visar att nya stammar av svartrost har kunnat utvecklats på vilda Berberis.